# LaVonna Martin
LaVonna Ann Martin, po mężu Floréal (ur. 18 listopada 1966 w Dayton) – amerykańska lekkoatletka specjalizująca się w krótkich biegach płotkarskich, dwukrotna uczestniczka letnich igrzysk olimpijskich (Seul 1988, Barcelona 1992), srebrna medalistka olimpijska z Barcelony w biegu na 100 metrów przez płotki. 
W 1991 została zdyskwalifikowana na 2 lata za stosowanie niedozwolonych środków dopingujących (okres ten został później skrócony do 14 miesięcy).

## Sukcesy sportowe
- dwukrotna mistrzyni Stanów Zjednoczonych w biegu na 100 metrów przez płotki – 1987, 1990[2]
- dwukrotna wicemistrzyni Stanów Zjednoczonych w biegu na 100 metrów przez płotki – 1992, 1994[3]
- halowa mistrzyni Stanów Zjednoczonych w biegu na 60 metrów przez płotki – 1990[4]
- mistrzyni National Collegiate Athletic Association w biegu na 100 metrów przez płotki – 1987[5]

| Rok  | Miasto       | Zawody                               | Konkurencja       | Wynik         |
| ---- | ------------ | ------------------------------------ | ----------------- | ------------- |
| 1984 | Nassau       | Mistrzostwa panamerykańskie juniorów | bieg na 100 m ppł | złoty medal   |
| 1987 | Indianapolis | Igrzyska panamerykańskie             | bieg na 100 m ppł | złoty medal   |
| 1987 | Rzym         | Mistrzostwa świata                   | bieg na 100 m ppł | 8. miejsce    |
| 1990 | Seattle      | Igrzyska Dobrej Woli                 | bieg na 100 m ppł | brązowy medal |
| 1992 | Barcelona    | Igrzyska olimpijskie                 | bieg na 100 m ppł | srebrny medal |
| 1993 | Toronto      | Halowe mistrzostwa świata            | bieg na 60 m ppł  | srebrny medal |

## Rekordy życiowe
- bieg na 60 metrów przez płotki (hala) – 7,93 – Nowy Jork 26/02/1993
- bieg na 100 metrów przez płotki (stadion) – 12,69 – Barcelona 06/08/1992